# Hermann Bünte
Hermann Bünte (* 8. Oktober 1930 in Nürnberg; † 2. März 2021) war ein deutscher Chirurg.

## Leben
Von 1973 bis 1996 war er Inhaber des Lehrstuhls für Chirurgie am Universitätsklinikum Münster. Er behandelte 1981 den verletzten Papst, Johannes Paul II., nach einem Attentat. 

## Schriften (Auswahl)
- mit Paul Hermanek: Die intraoperative Schnellschnittuntersuchung. Methoden und Konsequenzen. München 1972, ISBN 3-541-05801-3.
- Krebs ist heilbar .... Wenn Sie selbst die Früherkennung ermöglichen!. Erlangen 1976, ISBN 3-921222-90-7.
- Chirurgie. Naturwissenschaft und Handwerk. Mit 430 Tabellen. München 1996, ISBN 3-541-18141-9.
- mit Klaus Bünte: Das Spektrum der Medizin. Illustriertes Handbuch von den Grundlagen bis zur Klinik. Stuttgart 2004, ISBN 3-7945-2374-1.